# Liste der Biografien/Hartz
Liste der Biografien |
Portal Biografien |
Personensuche
# |
A |
B |
C |
D |
E |
F |
G |
H |
I |
J |
K |
L |
M |
N |
O |
P |
Q |
R |
S |
T |
U |
V |
W |
X |
Y |
Z |
?
 
Ha |
Hd |
He |
Hi |
Hj |
Hk |
Hl |
Hm |
Hn |
Ho |
Hr |
Hs |
Ht |
Hu |
Hv |
Hw |
Hy
 
Haa |
Hab |
Hac |
Had |
Hae–Haf |
Hag |
Hah |
Hai |
Haj |
Hak |
Hal |
Ham |
Han |
Hao |
Hap |
Haq |
Har |
Has |
Hat |
Hau |
Hav |
Haw |
Hax |
Hay |
Haz
 
Hara |
Harb |
Harc |
Hard |
Hare |
Harf |
Harg |
Harh |
Hari |
Harj |
Hark |
Harl |
Harm |
Harn |
Haro |
Harp |
Harr |
Hars |
Hart |
Haru |
Harv |
Harw |
Harx |
Hary |
Harz
 
Harta |
Hartb |
Hartd |
Harte |
Hartf |
Hartg |
Harth |
Harti |
Hartj |
Hartk |
Hartl |
Hartm |
Hartn |
Harto |
Hartr |
Harts |
Hartt |
Hartu |
Hartv |
Hartw |
Harty |
Hartz
Die Liste der Biografien führt alle Personen auf, die in der deutschsprachigen Wikipedia einen Artikel haben. Dieses ist eine Teilliste mit 36 Einträgen von Personen, deren Namen mit den Buchstaben „Hartz“ beginnt.

## Hartz
- Hartz, Bernhard (1781–1822), norwegischer Missionar in Grönland und Pastor
- Hartz, Bernhard Joseph von (1760–1829), Mediziner, Leibarzt des Königs von Bayern
- Hartz, Bernhard von (1862–1944), bayerischer General der Infanterie
- Hartz, Bettina (* 1974), deutsche Schriftstellerin, Fotografin, Kulturjournalistin und Essayistin
- Hartz, Cornelius (* 1973), deutscher Altphilologe, Schriftsteller, Übersetzer und Lektor
- Hartz, Detlef (1892–1965), deutscher Politiker, MdL
- Hartz, Ebbe (* 1966), dänischer Skilangläufer
- Hartz, Ernst Friedrich (1791–1854), deutscher Jurist und Politiker
- Hartz, Franz (1882–1953), deutscher römisch-katholischer Geistlicher
- Hartz, Gustav (1884–1950), deutscher Politiker (DNVP), MdR
- Hartz, Hans (1902–1971), deutscher Fotograf
- Hartz, Hans (1943–2002), deutscher Sänger und Liedermacher
- Hartz, Heinrich (1886–1965), deutscher katholischer Priester
- Hartz, Johann Ludwig (1782–1833), deutscher Kaufmann, Ratsherr und Stifter
- Hartz, Jürgen (* 1966), deutscher Handballspieler
- Hartz, Kurt (1935–2014), deutscher Politiker (SPD), MdL
- Hartz, Louis (1919–1986), US-amerikanischer Politikwissenschaftler, Historiker und Hochschullehrer
- Hartz, Louis Jacob (1869–1935), niederländischer Maler und Radierer
- Hartz, Matthias von (* 1970), deutscher Regisseur, Kurator und Festivalleiter
- Hartz, Nikolaj (1867–1937), dänischer Botaniker und Paläobotaniker
- Hartz, Otto (1940–2015), deutscher Fußballspieler
- Hartz, Peter (* 1941), deutscher ManagerPeter Hartz (* 1941)

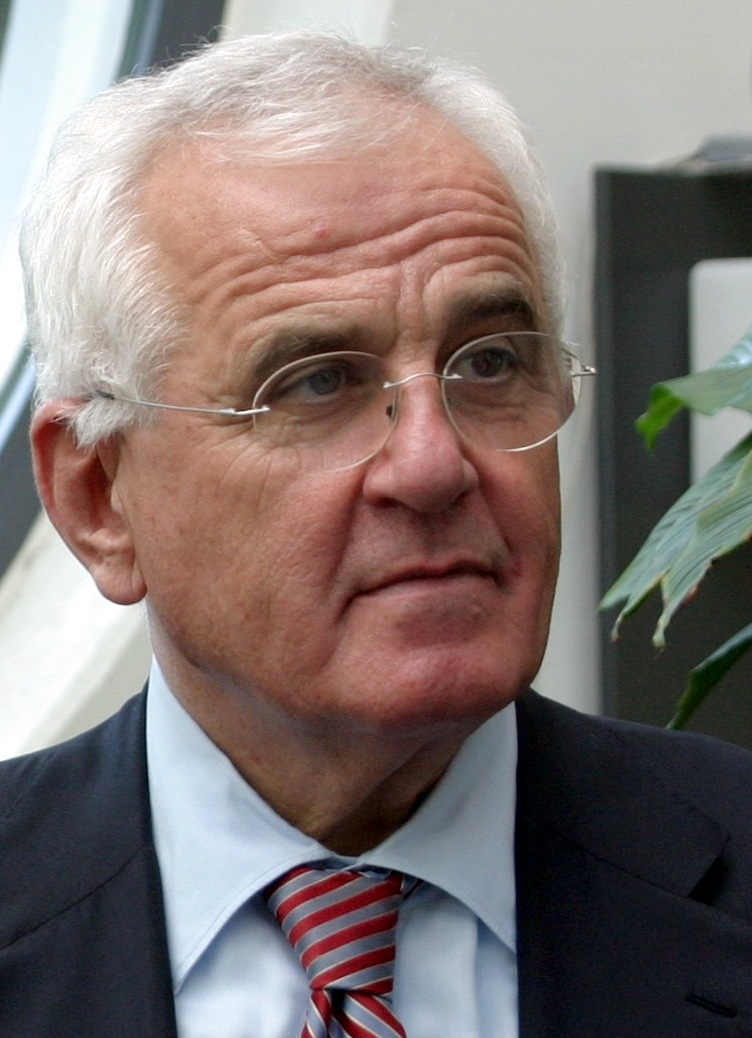
Peter Hartz (* 1941)

- Hartz, Stefanie (* 1973), deutsche Erziehungswissenschaftlerin
- Hartz, Theodor (1887–1942), deutscher Salesianer Don Boscos (SDB) und Opfer des Nationalsozialismus
- Hartz, Walter (1903–1994), deutscher Jurist und Richter

### Hartze
- Hartzell, Curt (1891–1975), schwedischer Turner
- Hartzell, Eugene (1932–2000), US-amerikanisch-österreichischer Komponist
- Hartzell, William (1837–1903), US-amerikanischer Politiker
- Hartzenbusch, Juan Eugenio (1806–1880), spanischer Schriftsteller
- Hartzer, Ferdinand (1838–1906), deutscher Bildhauer

### Hartzh
- Hartzheim, Hermann Joseph (* 1694), deutscher katholischer Priester und Angehöriger des Jesuitenordens
- Hartzheim, Theodor (1806–1870), deutscher Gutsbesitzer und Abgeordneter

### Hartzl
- Hartzler, Joe, US-amerikanischer Schauspieler, Filmschaffender und Komiker
- Hartzler, Vicky (* 1960), US-amerikanische Politikerin

### Hartzo
- Hartzog, William W. (1941–2020), US-amerikanischer Offizier, General der US Army

### Hartzs
- Hartzsch, Erich-Wolfgang (* 1952), deutscher Maler, Grafiker und Medienkünstler